# Nils Löfgren
Nils Löfgren (18 agosto 1913 – 21 gennaio 1967) è stato un chimico svedese noto per aver sintetizzato nel 1943 l'anestetico Lidocaina (utilizzando come nome originale Xylocaina).
In quel periodo, aveva da poco terminato la sua abilitazione ed insegnava chimica organica presso l'Università di Stoccolma. Lui ed il suo collaboratore Bengt Lundqvist vendettero i diritti della Xylocaina all'azienda farmaceutica svedese Astra AB.
Nel 1948, Löfgren completò il suo dottorato intitolato Studies on local anesthetics: Xylocaine: a new synthetic drug. In seguito divenne professore di chimica organica all'Università di Stoccolma.